# Flat Holm
Flat Holm (Welsh: Ynys Echni) is een kalkstenen eiland in het Kanaal van Bristol op ongeveer 6 kilometer afstand van Lavernock Point. Het hoogste punt is 32 m boven zeeniveau. 
Flat Holm wordt beschouwd als onderdeel van Wales, terwijl het nabijgelegen eiland Steep Holm wordt beschouwd als onderdeel van Engeland. Flat Holm omvat het meest zuidelijke punt van Wales.
Ongeveer 1,3 kilometer ten noordwesten van Flat Holm liggen drie zeer kleine rotseilandjes die bekendstaan als The Wolves.

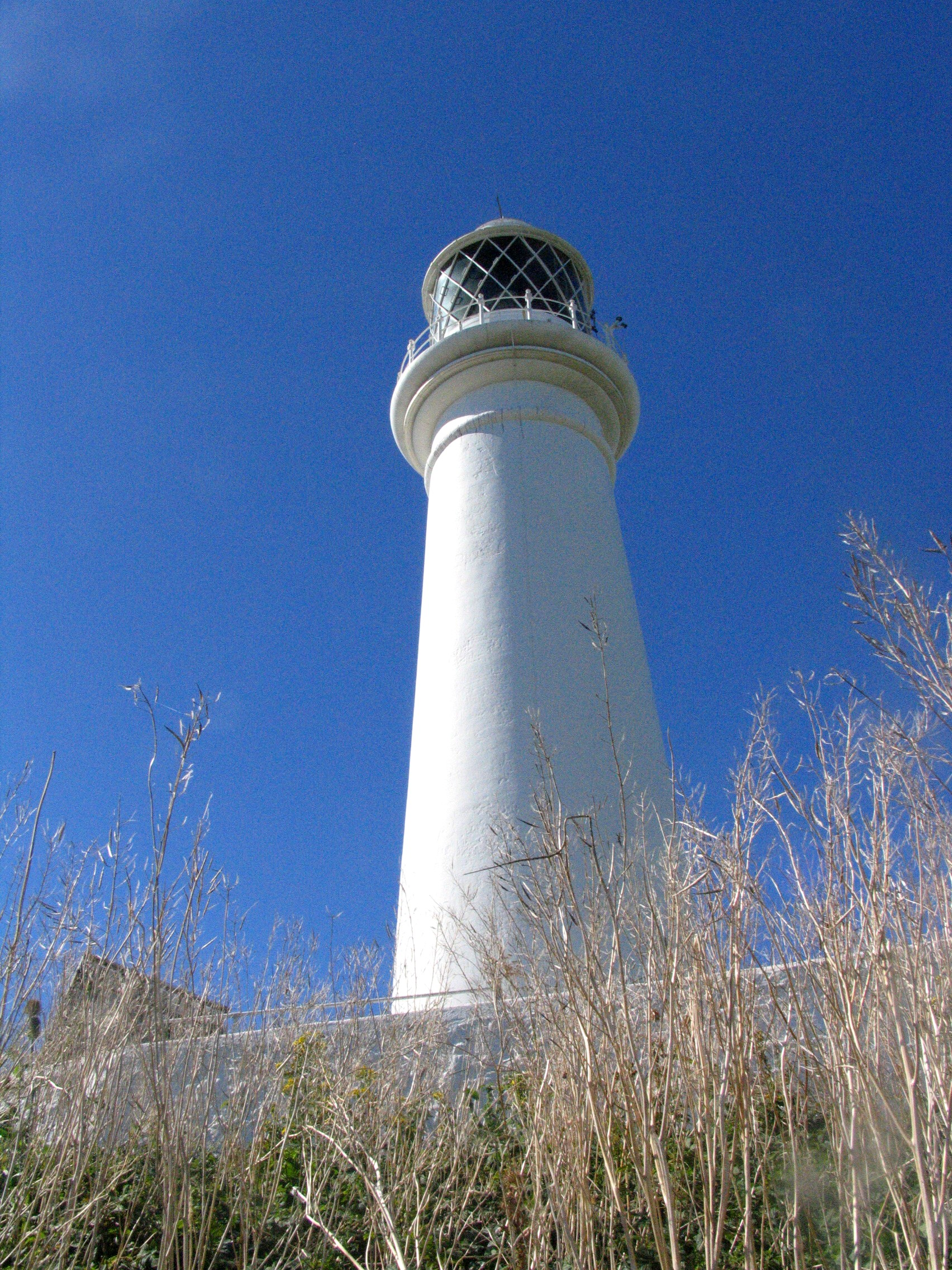
Vuurtoren van Flat Holm